# Aparammoecius holzschuhi
Aparammoecius holzschuhi är en skalbaggsart som beskrevs av Riccardo Pittino 1997. Aparammoecius holzschuhi ingår i släktet Aparammoecius och familjen Aphodiidae. Inga underarter finns listade i Catalogue of Life.